# Oliver Ingham
Pour les articles homonymes, voir Ingham.
Sir Oliver Ingham (environ 1287-1344) est un chevalier et propriétaire terrien anglais né vers 1287 et mort en 1344. Il sert comme soldat et administrateur sous les rois Édouard II et Édouard III, pour lesquels il est responsable du gouvernement civil et de la défense militaire du duché d'Aquitaine pendant la guerre de Saint-Sardos et le début de la guerre de Cent Ans. 

## Jeunesse
Né vers 1287, Oliver est le fils et l'héritier de Sir John Ingham (1260-1309) d'Ingham dans le Norfolk et de son épouse Margery. Celui-ci a servi dans les guerres du roi Édouard Ier contre les Écossais. En 1310, il hérite des terres de son père dans les comtés de Norfolk, Suffolk, Wiltshire et Hampshire. La même année, il est convoqué par le roi Édouard II pour son armée contre l'Écosse. Nommé chevalier de la maison du roi, il en reçoit de nombreuses récompenses, notamment la garde du château d'Ellesmere dans le Shropshire, celle des comtés de Cheshire et de Flintshire ainsi que des fonctions officielles dans le Shropshire et le Wiltshire. En tant que chevalier banneret, il sert en Écosse avec le roi en août 1322.

## Premier mandat en Aquitaine
En 1324, il est nommé conseiller du demi-frère du roi, Edmond de Woodstock, comte de Kent, qui est le lieutenant d'Édouard II en Aquitaine.  
Des tensions ont conduit au déclenchement de la guerre avec la France, qui s'est emparée d'une vaste portion de l'Agenais, mal défendu. Ingham récupère une partie des pertes subies dans cette région et en Saintonge avec une force composée de troupes espagnoles et de mercenaires. Après avoir conclu une trêve, Edmond de Woodstock rentre en Angleterre en 1325 et en 1326 Ingham est nommé sénéchal de Gascogne, le poste le plus élevé des possessions anglaises sur le continent, disposant de pouvoirs étendus sur la justice et les finances du duché. Bien qu'il semble avoir gagné la confiance de nombreux membres de la noblesse gasconne, un accord avec les Français en 1327 conduit à son renvoi d'Aquitaine. 

## Crises en Angleterre
En partie à cause des pertes anglaises au cours de la guerre, le climat politique anglais a radicalement changé. Édouard II a été déposé et remplacé par son jeune fils Édouard  III, sous la régence de sa mère la reine Isabelle de France et de son amant Roger Mortimer. D'abord allié des Despensers, Oliver Ingham échappe en grande partie aux représailles qui suivent leur chute. Ayant rallié Mortimer, il est convoqué au parlement entre juin 1328 et septembre 1330 et est l'un des juges non impartiaux qui siègent au procès des conspirateurs qui tentent de renverser celui-ci en février 1329. Lorsqu'en octobre 1330 Mortimer est destitué, Oliver Ingham est capturé par les forces d’Édouard III à Nottingham et transféré à Londres pour y être jugé le 22 octobre. Ses terres et ses biens sont confisqués ; il est cependant gracié le 8 décembre 1330, le roi reconnaissant la loyauté de ses services passés ; ses biens lui sont rendus, à l'exception des dons de la couronne. 

## Second mandat en Aquitaine
Désormais, Oliver Ingham sert le roi en Aquitaine et rentre rarement en Angleterre. Le 29 juin 1331, il est reconduit dans ses fonctions de sénéchal de Gascogne, responsable du maintien de l'ordre et de la défense du duché à une époque de détérioration des relations franco-anglaises qui aboutit au déclenchement de la guerre de Cent Ans en 1337. Les défenses du duché ont été minées par la perte de plusieurs châteaux importants lors des affrontements précédents et la noblesse locale est divisée, dans la mesure où plusieurs seigneurs possèdent des terres de part et d'autre de la frontière. En août 1336, le duché est de nouveau en guerre et Ingham reçoit l'ordre d'interdire à tous les hommes d'armes gascons de quitter le duché sans permis et de veiller à renforcer les garnisons, armements et ravitaillements de toutes les grandes forteresses. 
Le 24 mai 1337, le roi de France Philippe VI annonce qu'il confisque l'Aquitaine ; une délégation française est envoyée pour prendre possession du duché. Ingham les rencontre à Libourne et refuse de céder le territoire. Il engage des opérations militaires, principalement dans l'Agenais. Mais la stratégie générale anglaise consiste à attaquer le nord de la France. Ingham, dans le sud-ouest du pays, ne reçoit donc ni troupes ni fonds de la part de l'Angleterre et ne peut compter que sur les ressources locales. Avec le début de la guerre, le commerce se tarit presque entièrement, asséchant les revenus du duché qui dépendent principalement des péages et des droits de douane sur les marchandises acheminées le long des grandes rivières. Le gouvernement d'Ingham à Bordeaux, sa capitale, n'a donc que très peu d'options sur la manière de mener la défense. Après la perte de Penne-d'Agenais, il défend avec succès Bonnegarde et d'autres bastions et repousse une attaque française sur Bordeaux elle-même en 1339. Malgré des difficultés financières, il conserve à son service les troupes d'importants nobles gascons. 

## Mort et enterrement
Quittant l'Aquitaine en 1343, il retourne en Angleterre où il meurt, probablement à Ingham, le 29 janvier 1344. On relève à sa mort qu'il  possède le manoir d'Ingham et le patronage (advowson) de l'église, où il est inhumé sous une dalle qui porte l'inscription en français médiéval « Mounsier Oliver de Ingham gist icy et Dame Elizabeth sa compagne que luy Dieux de les almes eit mercy »,. 
Sa veuve Elizabeth Zouche, fille de William la Zouche, 1er baron Zouche et son épouse Maud Lovell, morte le 11 octobre 1350, repose à son côté,. 
Le couple a eu quatre enfants : Oliver (mort en 1326), John (mort en 1339), Elizabeth (morte en 1344) et Joan. Son héritage est donc partagé entre sa petite-fille Mary, âgée de huit ans, enfant unique d'Elizabeth et son mari John Curzon, et Joan, âgée de 24 ans. 
Joan épousera Roger Lestrange de Knockin (15 août 1301-29 juil 1349), fils de John Lestrange et de sa femme Isolda Walton, puis le 30 novembre 1350 Miles Stapleton de Bedale (vers 1318-4 décembre 1364), fils de Gilbert Stapleton et de son épouse Agnes (ou Maud) FitzAlan. Joan meurt avant 1365, laissant comme héritier son fils, Miles Stapleton (1357-1419).

## Blason
Le blason d'Oliver Ingham est : parti d'or et de sinople, à la croix ancrée de gueules, avec au cimier un chapeau de gueules au revers d'hermine, un hibou au naturel assis dans des feuilles de houx de sinople. 